# Alps centrals
|  | Aquest article tracta sobre el sector central dels Alps europeus. Vegeu-ne altres significats a «Muntanyes Kiso». |

Les 26 seccions de la Partició dels Alps. Els Alps Centrals cobreixen les seccions 9-16

Els Alps centrals conformen una porció del sistema montanyós dels Alps, classificació usada en la Partició dels Alps. L'any 1926, després del IX Congrés Geogràfic Italià de 1924, es va adoptar aquest nou sistema de subdivisió del sistema alpí. Aquesta va anar caient en desús d'acord amb la incorporació de la nova classificació SOIUSA, que en lloc de partir els Alps en tres grans sectors (Occidental, Central, Oriental), passa a fer-ho únicament en dos: Alps occidentals i Alps orientals.
En la partició tradicional, els Alps centrals s'extendrien entre el col Ferret i el pas del Brennero, i el cim més elevant en seria el Mont Rosa (4.611 m). Aquesta subdivisió tradicional, molt centrada en una visió italiana, es va superar el 2005 amb la introducció de la Suddivisione Orografica Internazionale Unificata del Sistema Alpino (Subdivisió Orogràfica Internacional Unificada del Sistema Alpí) o SOIUSA.
A més de la classificació de l'any 1926, a vegades també s'ha entès que els Alps centrals són el tram comprès entre el pas de Resia i el pas d'Arlberg, de manresa que els Alps Penins no s'incourien aquí si no als Alps occidentals.
Els Alps centrals se subdivideixen en successives classificacions:
- Alps Penins (9)
  - Alps del Valais (9.a)
  - Grup de Val Sesia (9.b)
- Alps Lepontins (10)
  - Grup del Monte Leone (10.a)
  - Grup d'Adula (10.b)
  - Alps Ticineses (10.c)
- Alps Rètics (11)
  - Grup d'Albula i Silvretta (11.a)
  - Grup de la Plessur (11.b)
  - Cadena del Reticone (11.c)
  - Grup del Fervall (11.d)
  - Grup del Bernina (11.e)
  - Grup del Umbraglio (11.f)
  - Alps Venoste (11.g)
  - Alps Breonie (11.h)
  - Alps Sarentins (11.i)
  - Grup de l'Ortles (11.j)
  - Cims de la Val di Non (11.k)
  - Grup de l'Adamello (11.l)
  - Dolomites de Brenta (11.m)
- Alps Bernesos (12) 
  - Massís del Finsteraarhorn (12.a)
  - Grup del Wildhorn (12.b)
  - Alps de Uri (12.c)
- Alps de Glaris (13)
  - Grup del Tödi (13.a)
  - Grup de la Sardona (13.b)
- Prealps suïssos (14)
  - Prealps de Simmental (14.a)
  - Prealps d'Emmental (14.b)
  - Prealps de Linth (14.c)
- Alps Bavaresos (15)
  - Alps d'Algovia (15.a)
  - Alps de la Lechtal (15.b)
  - Montes d'Achensee (15.c)
- Prealps llombards (16)
  - Prealps de Lugano (16.a)
  - Alps Orobie (16.b)
  - Prealps Bergamescos (16.c)
  - Prealps de Brescia (16.d)
  - Prealps Giudicarie (16.e)
  - Grup del Monte Baldo (16.f)